# 라디오de아이마STAR☆
라디오de아이마STAR☆ (라디오데아이마스타)는 게임 'THE IDOLM@STER'시리즈에 관련하는 인터넷 라디오 프로그램. '아이돌마스터 P.S.프로듀서'의 후 프로그램으로서 2009년 10월 8일부터 2011년 3월 31일까지, 매주 목요일에 애니메이트 TV에서 전달되고 있었다.

## 개요
이 프로그램내에서는 'P.S.프로듀서' 같이, 청취자를 프로듀서라고 부르고 있다.
또, '라디오de아이마SHOW!'로 이른바 '하늘의 소리'를 맡고 있던 사장이 부활하고 있다. 캐스트는 토쿠마루 칸. 덧붙여 토쿠마루는 전달 기간 중의 2011년 3월 6일에 서거하고 있지만, 사장은 녹음 끝난 음원을 이용해 최종회까지 등장하고 있다. 또, 활동 73주째의 첫머리에서, 퍼스널리티 3명부터, 동년 3월 11일에 발생한 도호쿠 지방 태평양 해역 지진에의 병문안의 말과 함께, 토쿠마루에게의 작별의 말을 기술되었다.